# والایش (ابهر)
والایش، یکی از روستاهای استان زنجان است که در دهستان سنبل‌آباد، بخش باغ حلی، شهرستان سلطانیه  قرار دارد، در سرشماری سال ۱۳۸۵ جمعیت این روستا ۸۹۰ نفر در ۲۲۴ خانوار بوده است فامیلی این اقوام که در این روستا واقع شده عباسی خدابنده لو گروسی است این روستای دارای کوه ها و مراتع سرسبزی است که همه ساله به خصوص در فصل بهار گردشگران زیادی را به خود جلب میکند...
نام آوران بزرگی همچون شهیدان گروسی از این روستا هستن این روستا در ارتفاعات واقع شده و خانه هایشان در سینه کوه و به صورت پله کانی است این روستا یکی از چشم انداز های استان زنجان است .